# Friedrich Wilhelm von Kameke
Friedrich Wilhelm von Kameke (* April 1718 in Pommern; † 13. Oktober 1770 in Varchminshagen) war Landrat des Kreises Fürstenthum.
Er entstammte dem pommerschen Adelsgeschlecht Kameke. Sein Vater George Heinrich Kameke (* 1672; † 1727) war Gutsherr auf Biziker, seine Mutter Esther Louise war eine geborene von Hertzberg. 
Friedrich Wilhelm von Kameke besuchte das Joachimsthalsche Gymnasium. Ab 1739 studierte er Rechtswissenschaften an der Universität Halle. Doch trat er nach dem Studium nicht in den Staatsdienst ein, sondern befasste sich mit der Landwirtschaft. Im Jahre 1752 veröffentlichte er zwei landwirtschaftliche Schriften.
Von 1763 bis 1767 war er Landrat des Kreises Fürstenthum. Sein Nachfolger im Amt wurde Friedrich Georg Christoph von Hellermann. Drei Jahre später starb er auf seinem Gut Varchminshagen.   
Er war verheiratet mit Charlotte von Hertzberg.